# عبد العزيز السعران
عبد العزيز ناصر السعران  لاعب كرة قدم سعودي . لعب سابقا لنادي الشباب ونادي النصر، يلعب في مركز الهجوم. سبق وأن لعب في نادي الهلال للفئات السنية في عام 1421،أفضل مستوياته كانت في موسم 2008-2009 مع نادي الشباب. التحق مع المنتخب السعودي الأولمبي، ولعب أيضا للمنتخب السعودي الأول. انتقل إلى نادي النصر السعودي بتاريخ 20 يناير 2012. بعد النصر لعب لأندية الفيصلي والنهضة وأشيقر.

## روابط خارجية
- عبد العزيز السعران على موقع ناشيونال فوتبول تيمز (الإنجليزية)
- عبد العزيز السعران على موقع Soccerway.com (الإنجليزية)